# Erősszagú szemcsésgomba
Az erősszagú szemcsésgomba (Cystoderma carcharias) a csiperkefélék családjába tartozó, Eurázsiában és Észak-Amerikában honos, fenyvesekben élő, nem ehető gombafaj. Egyéb elnevezései: erősszagú szemcsés-őzlábgomba, erősszagú őzlábgomba. 

## Megjelenése
Az erősszagúes szemcsésgomba kalapja 2-5 cm széles, alakja kezdetben kúpos, majd púppal domború, végül kiterülő. Széle általában a burok maradványaitól csipkézett. Felszíne molyhos vagy szemcsés. Színe piszkosfehér vagy szürkés, az idővel lekopó burokmaradványok fehérek. Húsa vékony, kemény, fehéres. Kellemetlenül földes, penészes szagú, íze nem jellegzetes.
Sűrű lemezei tönkhöz nőttek vagy foggal lefutók. Színük fehér vagy krémszínű.
Spórapora fehér. Spórája ellipszoid, sima, mérete: 4–5,5 by 3–4 µm.
Tönkje 3-5 cm magas és max. 0,5 cm vastag. Alakja hengeres, töve gumós lehet. A gallér fölött fehér és sima, alatta kalapszínű és sűrűn szemcsés-pikkelyes. Az erős gakkér tölcsér alakú, alul szencsés, felül sima. 

### Hasonló fajok
A sárga őzlábgombával vagy ritka rokonaival téveszthető össze, pl. a sárga vagy a cinóbervörös szemcsésgombával. 

## Elterjedése és termőhelye
Eurázsiában és Észak-Amerikában honos. Magyarországon a fenyvesekben nem ritka.
Fenyőerdőkben található meg, ahol a lehullott tűlevelek anyagait bontja. Júniustól októberig terem. 
Nem mérgező, de szaga miatt élvezhetetlen. 

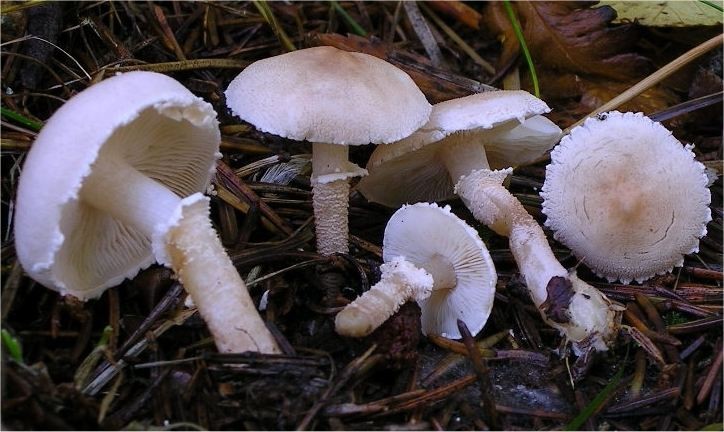
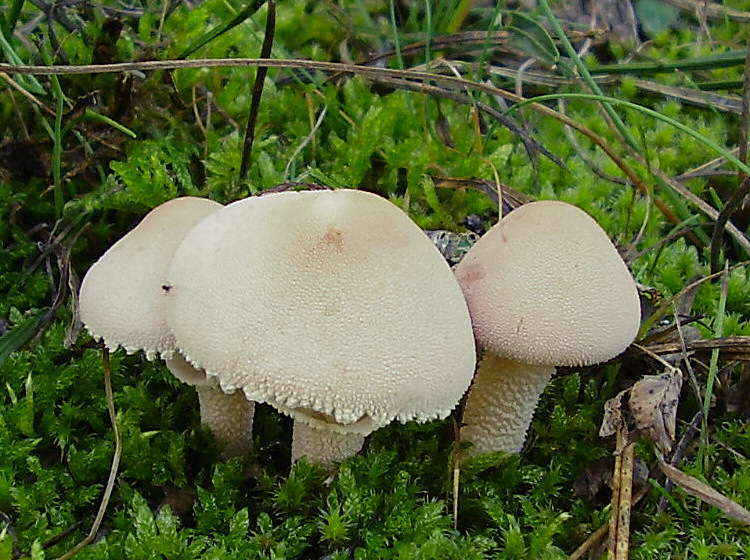
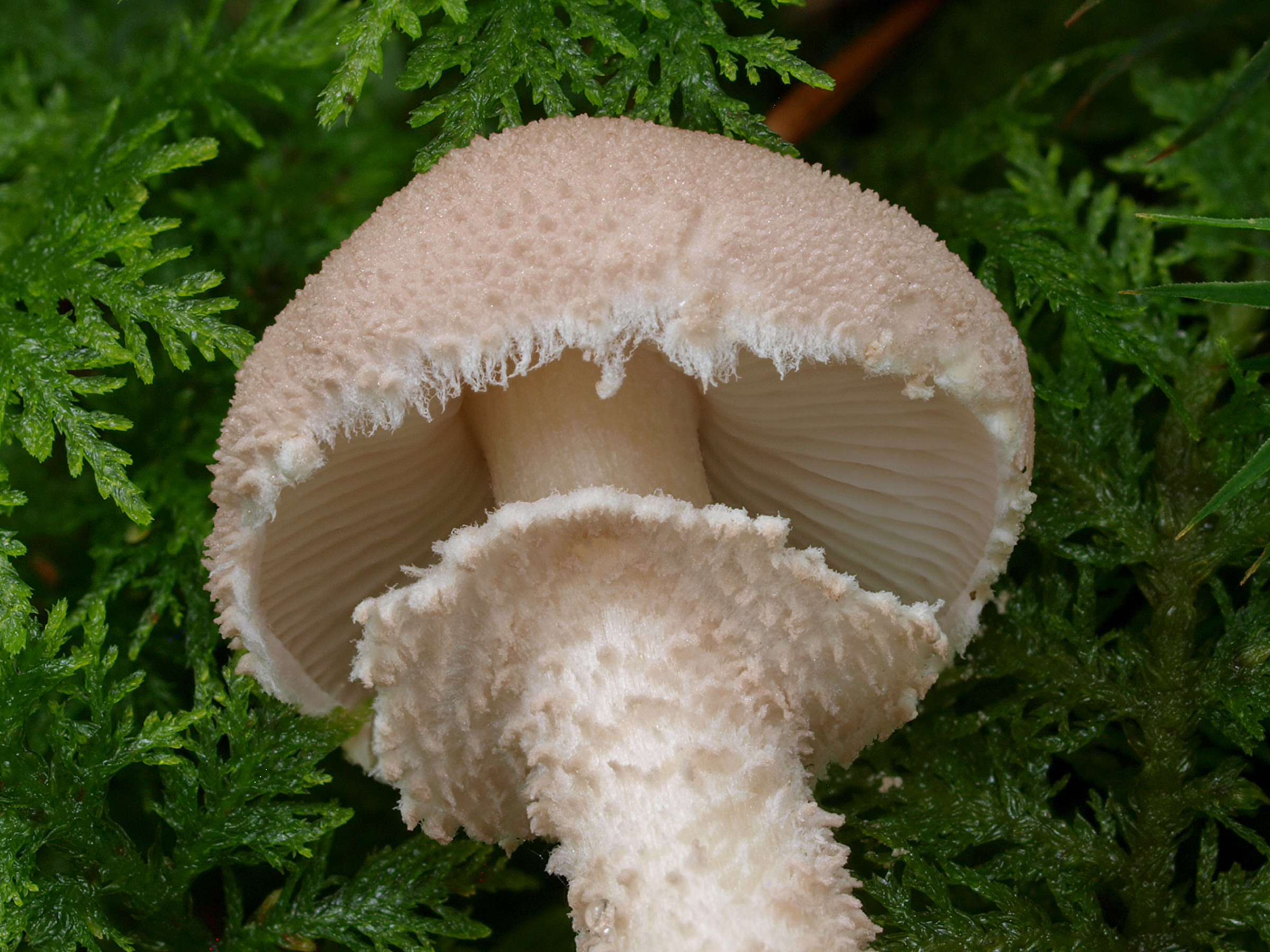
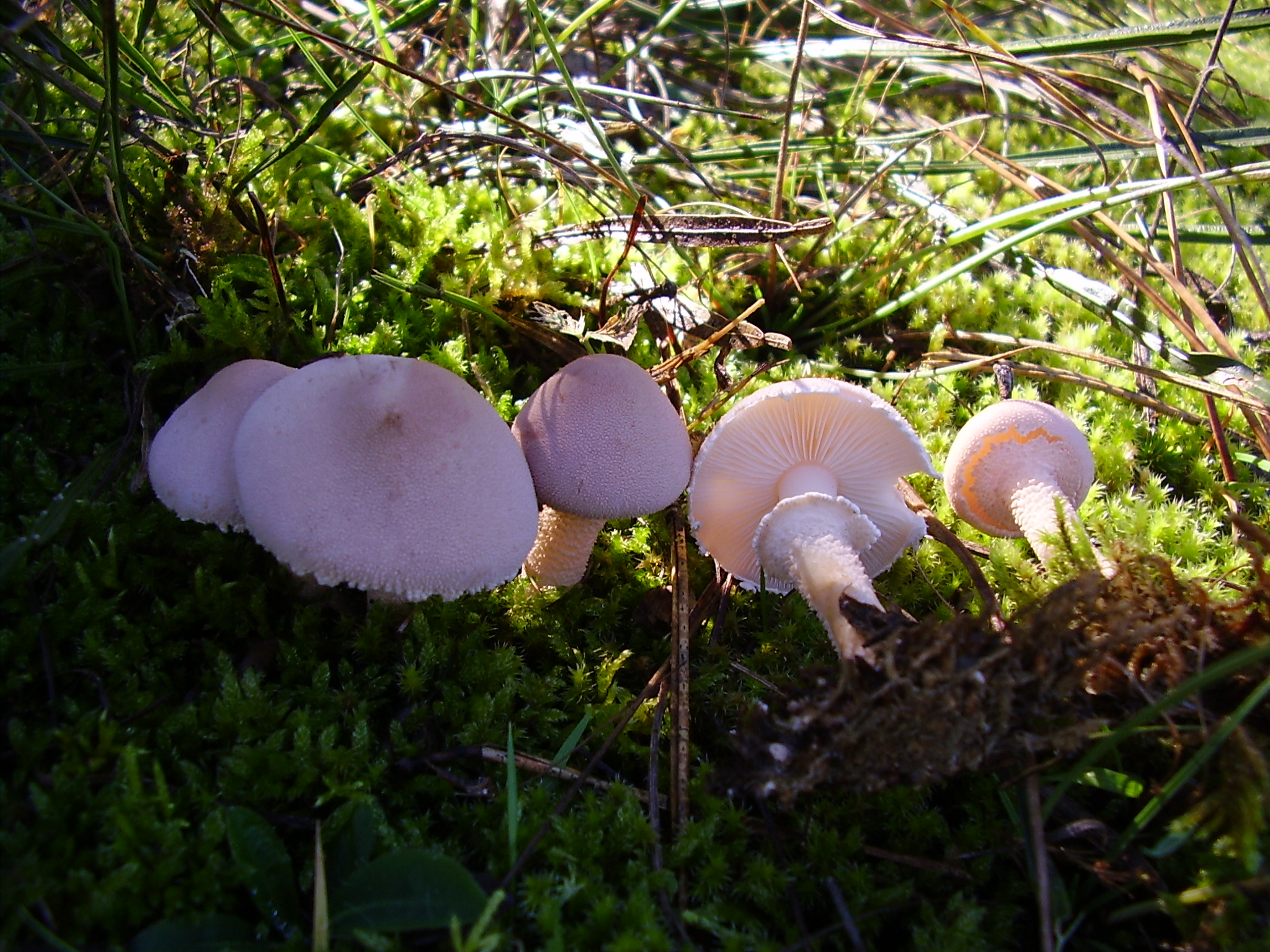
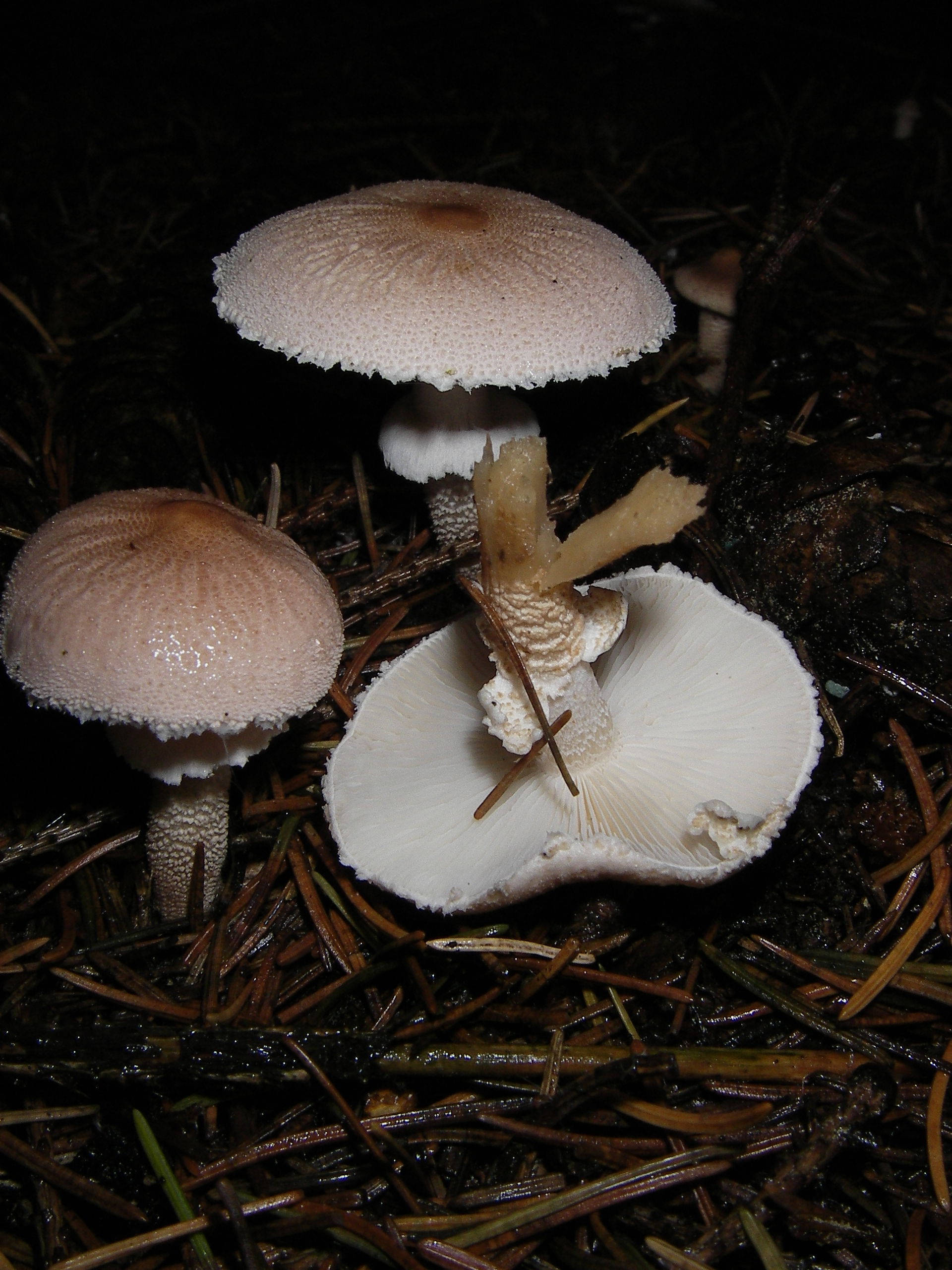